# Římskokatolická farnost Hodňov
Římskokatolická farnost Hodňov je zaniklým územním společenstvím římských katolíků v rámci českokrumlovského vikariátu českobudějovické diecéze.

## O farnosti

### Historie
Hodňov je poprvé připomínán v roce 1445 jako majetek zlatokorunských cisterciáků. Po zrušení zlatokorunského kláštera v rámci Josefinských reforem byla v obci roku 1787 zřízena lokálie. V následujícím roce pak byl vybudován farní kostel Nejsvětější Trojice. Ve 20. století přestal být do farnosti ustanovován sídelní kněz. V letech 2002–2010 byla farnost administrována ex currendo knězem z Horní Plané, od roku 2010 byla administrována ze Světlíku a od roku 2015 opět z Horní Plané. 

### Současnost
Farnost je zrušena a její území je začleněno do farnosti Horní Planá.
| Fotografie | Kostel                     | Místo  | Bohoslužba             | Bohoslužba             | Poznámka            |
| ---------- | -------------------------- | ------ | ---------------------- | ---------------------- | ------------------- |
|            | Kostel Nejsvětější Trojice | Hodňov | neslouží se pravidelně | neslouží se pravidelně | bývalý farní kostel |